# 沃夫巴金森懷特症候群
沃夫巴金森懷特症候群（英語：Wolff–Parkinson–White syndrome）或沃-帕-怀综合征，是由于窦房结发放的起搏冲动经附加通道（捷径）下传，未遭房室结的生理性延迟，进而提早兴奋心室的一部分或全部，接着引发部分心室肌提前激动的一种房室传导异常综合征，易并发室上性心动过速发作。概括言之，其为病患的心臟電傳導系統存在一种特定類型問題，并因此引发症狀而导致的疾病。
存在此电传导问题的人群中，约有40%從未出現症狀。 可能的症狀包括心跳过速、心悸、氣短、頭暈或暈厥，發生心臟驟停的可能性較低。其引发的最常見的心律不整稱為陣發性室上性心動過速。
沃夫巴金森懷特症候群的成因不明。 该疾病一般不被視為遺傳性，但一小部分的病例源于PRKAG2基因突变，因而可能以常染色體顯性的方式遗传自父母；而该基因同时与肥厚型心肌病等心脏疾病相关联。 沃尔夫-帕金森-怀特综合征的起病机制涉及心房与心室之间的附加通道。该病与常与Ebstein畸形、低钾性周期性麻痹等疾病相关。当患者存在一系列心悸发作，且心电图显示“短P-R间期”、“宽QRS波群”呈“三角波”（或称“delta波”），通常可诊断为沃尔夫-帕金森-怀特综合征。本病是一类预激综合征。
沃尔夫-帕金森-怀特综合征的治疗方法包括观察、藥物以及射頻消融術等。 本病盛行率约为0.1-0.3%，在存在此病变但此前未出现症状的人群中，每年有0.5％的兒童和0.1％的成人因為此病症而死亡。 在一些情况下，使用非侵入性监测手段能够更谨慎地对患者进行风险分级。对无症状的患者采取持续性观察可能是合理的选择。对于伴发心房颤动的沃尔夫-帕金森-怀特综合征患者，可以考虑使用心律调整或是药物普鲁卡因胺治疗。沃尔夫-帕金森-怀特综合征的名称源自1930年描述该疾病心电图特征的路易斯·沃尔夫、约翰·帕金森及保罗·达德利·怀特。

## 体征与症状
沃尔夫-帕金森-怀特综合征患者在未出现快速心率时通常无症状。然而当患者陣發性室上性心動過速发作时可能感到心悸、頭暈、氣短，偶而会发生暈厥。沃尔夫-帕金森-怀特综合征亦有可能造成更严重的心律不整，进而造成猝死，但这种情况概率很低。

## 沃夫巴金森懷特症候群患者列表
- 拉瑪庫斯·阿爾德里奇：美國籃球運動員 [8]
- 麥可·塞拉：加拿大演員 [9]
- 內森·伊格頓（Nathan Eagleton）：前澳大利亞足球運動員 [10]
- 傑夫·高林（Jeff Garlin）：美國演員、作家和喜劇演員 [11]
- 奎丁·格羅夫斯（Quentin Groves）：美式足球員，死於心臟病 (1984-2016) [12]
- 丹·哈迪（Dan Hardy）：英國UFC次中量級選手、[13] 分析師和評論員
- 米謝爾·赫維茲（Mitch Hurwitz）：美國編劇 [11]
- 潔西·J：英國女歌手 [14]
- 瑪麗蓮·曼森：美國男歌手、演員及畫家 [15]
- 肉卷：美國男歌手 [16]
- 邁克·魯普（Mike Rupp）：美國冰上曲棍球員 [17]
- 蒙特爾·凡特維斯·波特：美國職業摔角選手 [18]
- 邁克爾·蒙哥馬利（Michael Montgomery）：美國足球運動員 [19]
- LKW（Terry K.W. Lai）：創作歌手